# NGC 1328
NGC 1328 ist eine Linsenförmige Galaxie vom Hubble-Typ S0 im Sternbild Eridanus am Südsternhimmel. Sie ist rund 272 Millionen Lichtjahre von der Milchstraße entfernt und hat einen Durchmesser von etwa 80.000 Lichtjahren.

Im selben Himmelsareal befindet sich die Galaxie NGC 1314.
Das Objekt wurde vom Astronomen Francis Leavenworth im Jahr 1886 entdeckt.